# تكون الإعصار القمعي
تكون الإعصار القمعي هي العملية التي يتشكل بها الإعصار القمعي. هناك العديد من أنواع الأعاصير القمعية، التي تختلف في طرق التشكل. وعلى الرغم من الدراسات العلمية الجارية ومشاريع البحث البارزة مثل مشروع VORTEX، فإن تكوّن الأعاصير القمعية عملية متقلبة ولا تزال تعقيدات العديد من آليات تكوّن الأعاصير القمعية غير مفهومة بشكل جيد.
الإعصار القمعي هو عمود من الهواء يدور بعنف على اتصال بالسطح وقاعدة سحابة ركامية. يحدث تكون الإعصار القمعي بسبب تمدد وتجمع/اندماج الدوامية البيئية و/أو الناجمة عن العاصفة والتي تضيق في دوامة شديدة. هناك طرق مختلفة قد يحدث هذا وبالتالي وأشكال فرعية مختلفة من الأعاصير القمعية. على الرغم من أن كل إعصار قمعي فريد من نوعه، إلا أن معظم أنواع الأعاصير القمعية تمر بدورة حياة من التكوين والنضج والتبدد. إن العملية التي يتبدد بها الإعصار القمعي أو يتحلل بها، والتي يطلق عليها أحيانًا اسم تحلل الإعصار، ذات أهمية خاصة للدراسة مثل تكوين الإعصار وطول العمر والشدة.

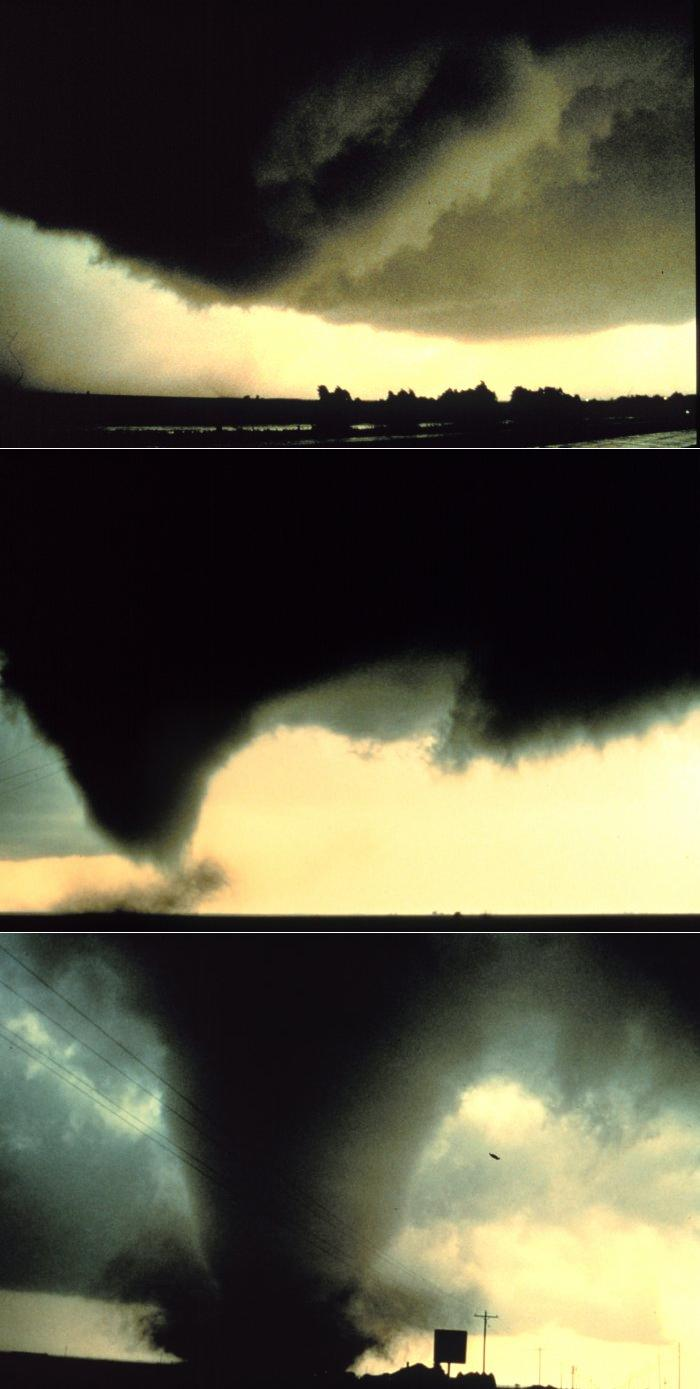
سلسلة من الصور تُظهر ولادة إعصار قمعي خارق. أولاً، تنخفض قاعدة السحابة الخالية من المطر كسحابة جدار دوارة (rotating wall cloud). يتركز هذا الانخفاض في سحابة قمعية، تستمر في النزول في نفس الوقت الذي تُبنى فيه الدورة بالقرب من السطح، مما يثير الغبار والحطام الآخر. أخيرًا، يمتد القمع المرئي إلى الأرض، ويبدأ الإعصار القمعي المُتشكل في التسبب في أضرار جسيمة.

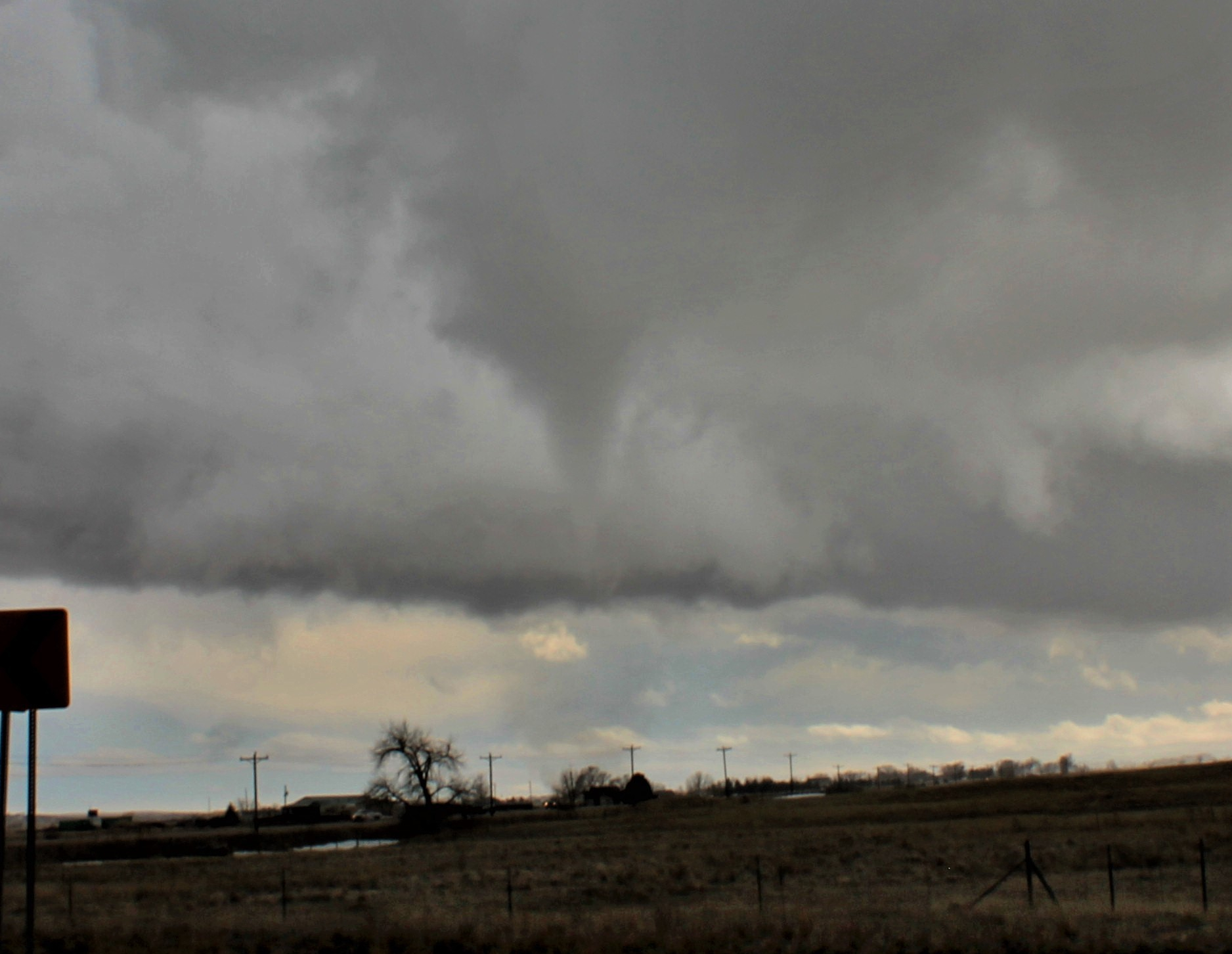
تكوّن الأعاصير القمعية يحدث في فالكون، كولورادو. لاحظ دوامة الغبار الخافتة أسفل سحابة القمع.

مخطط يوضح الأنظمة الجوية المساهمة في منطقة Tornado Alley في الولايات المتحدة، وهي منطقة غير محددة بشكل واضح معرضة للأعاصير القمعية.